# Detalik aburi
Espèce
Detalik aburi est une espèce d'araignées aranéomorphes de la famille des Salticidae.

## Distribution
Cette espèce est endémique de la région Orientale au Ghana,. Elle se rencontre vers Aburi.

## Description
La carapace du mâle holotype mesure 1,3 mm de long sur 0,9 mm et l'abdomen 1,0 mm de long sur 0,8 mm et la carapace de la femelle paratype 1,4 mm de long sur 1,0 mm et l'abdomen 1,4 mm de long sur 1,0 mm.

## Systématique et taxinomie
Cette espèce a été décrite par Wawer et Wesołowska en 2025.

## Étymologie
Son nom d'espèce lui a été donné en référence au lieu de sa découverte, Aburi.

## Publication originale
- Wawer & Wesołowska, 2025 : « Jumping spiders from Ghana collected by J. Prószyński (Araneae: Salticidae). » Annales Zoologici, vol. 75, no 2, p. 599-628.